# Murex indicus

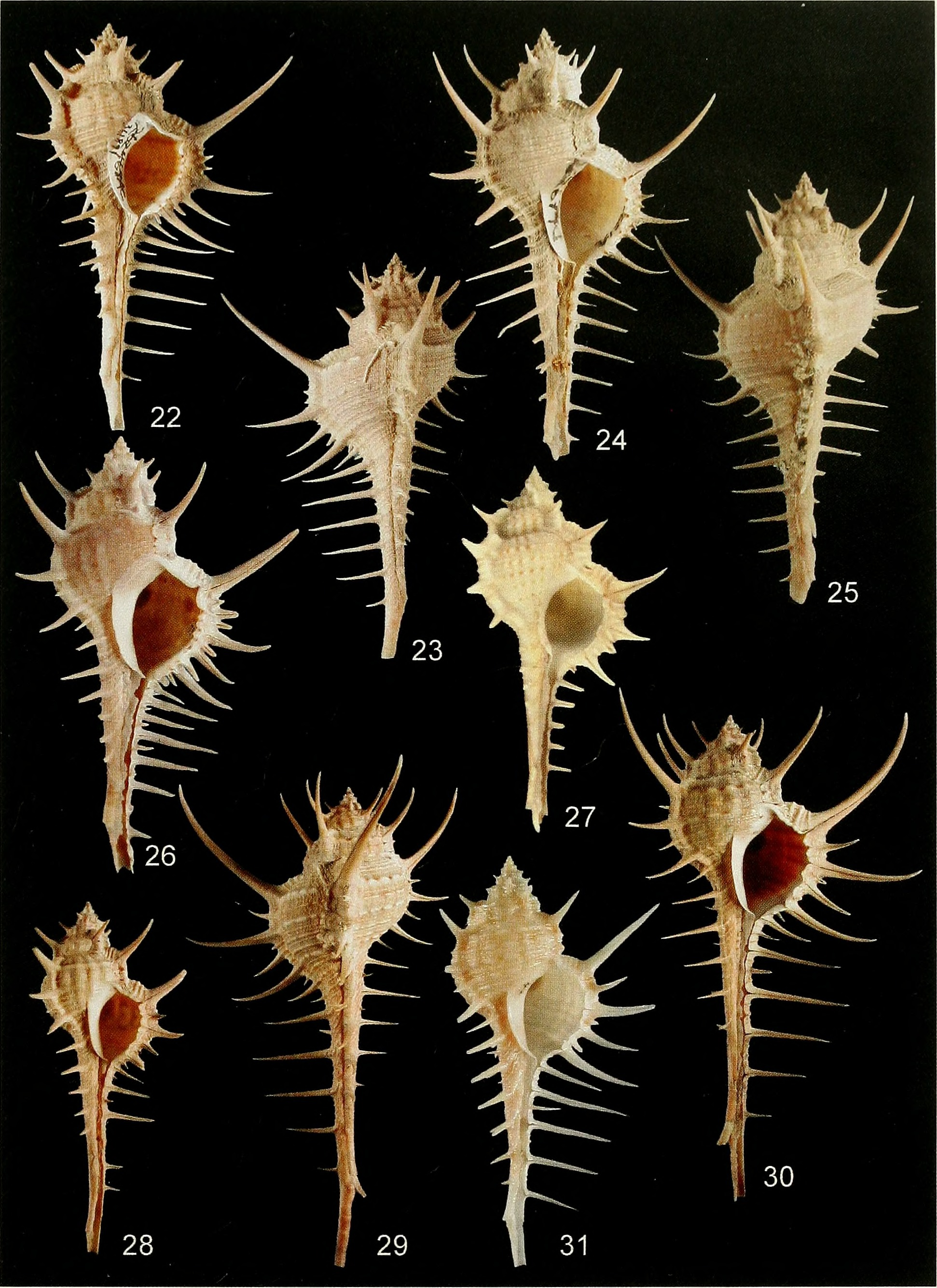
Verschillende specimens murex indicus

Murex indicus is een slakkensoort uit de familie van de Muricidae. De wetenschappelijke naam van de soort is voor het eerst geldig gepubliceerd in 2011 door Houart.